# Горчаково (Тульская область)
Горчаково — деревня в Ясногорском районе Тульской области России.
В рамках административно-территориального устройства относится к Денисовской сельской территории Ясногорского района, в рамках организации местного самоуправления включается в Ревякинское сельское поселение.

## География
Деревня находится в северной части Тульской области, в зоне хвойно-широколиственных лесов, в пределах Среднерусской возвышенности, на расстоянии примерно 13 километров (по прямой) к востоку от города Ясногорска, административного центра района. Абсолютная высота — 238 метров над уровнем моря.

### Климат
Климат характеризуется как умеренно континентальный. Среднегодовая многолетняя температура воздуха составляет +3,6 — +3,8 °С. Абсолютный минимум температуры воздуха холодного периода составляет −41 °C; абсолютный максимум тёплого периода — +37 °C. Безморозный период длится около 138 дней. Продолжительность периода активной вегетации растений составляет примерно 134 дня. Среднегодовое количество атмосферных осадков составляет 584—586 мм, из которых большая часть (396—400 мм) выпадает в тёплый период. Снежный покров держится в течение 144—147 дней. Среднегодовая скорость ветра составляет 4 м/с.

### Часовой пояс
Деревня Горчаково, как и вся Тульская область, находится в часовой зоне МСК (московское время). Смещение применяемого времени относительно UTC составляет +3:00.

## Население
| 2010 |
| ---- |
| 0    |

### Национальный состав
Согласно результатам переписи 2002 года, в национальной структуре населения русские составляли 100 % из 5 чел.